# Santa Maria di Portosalvo (Palermo)

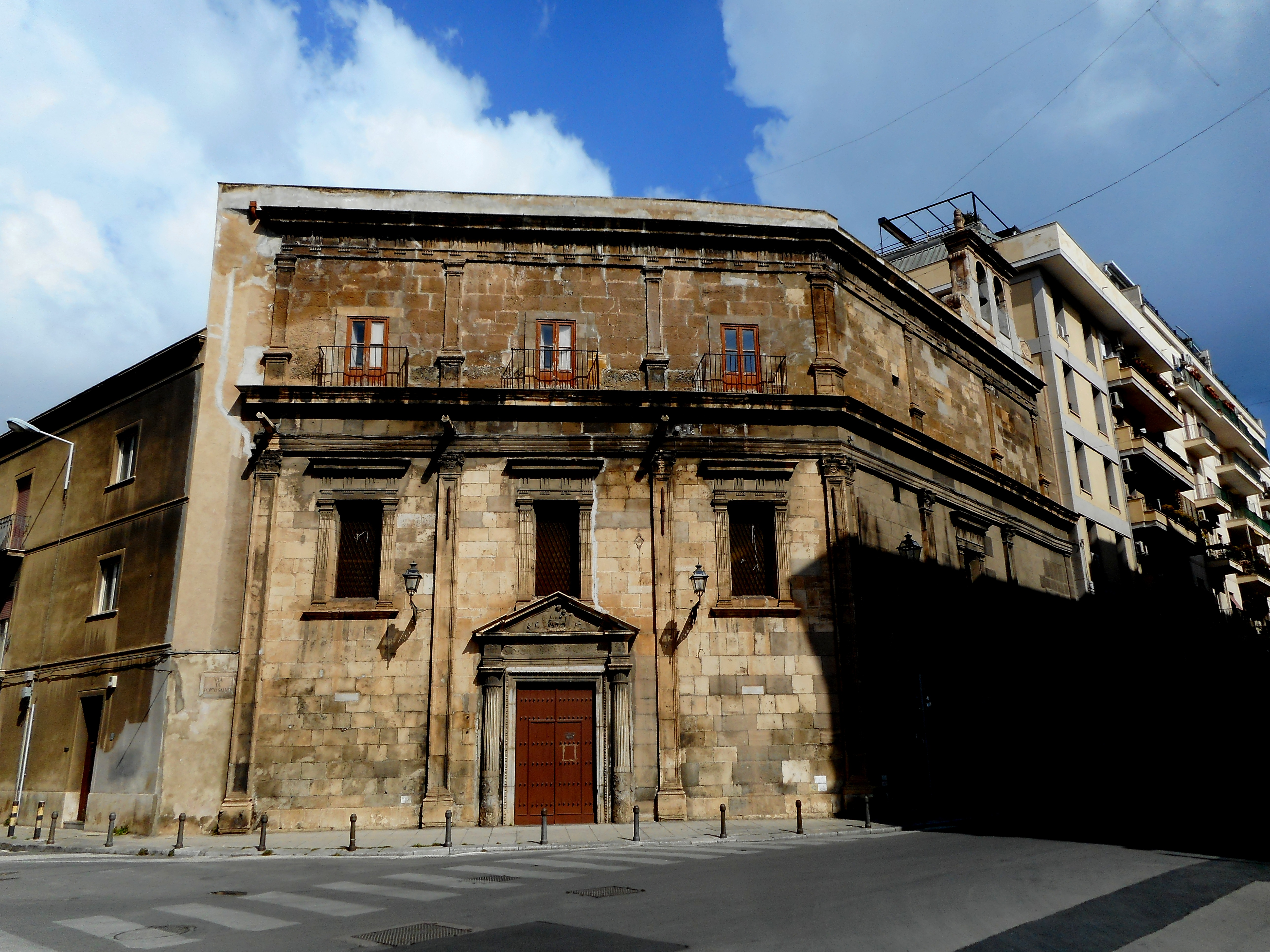
Santa Maria di Portosalvo

Die Santa Maria di Portosalvo ist eine Kirche der Renaissance in Palermo.

## Geschichte
Der Bau der im Stadtviertel Kalsa am Corso Vittorio Emanuele gelegenen Kirche wurde unter Leitung von Antonello Gagini 1526 begonnen und dreißig Jahre später von seinen Söhnen Antonio und Giacomo vollendet. Gewidmet ist sie der Madonna, die einem Admiral den sicheren Hafen gewiesen haben soll.
Im Jahr 1581 wurde mit dem Bau der „Cassaro“, der Süd-West-Magistrale begonnen, die heute die Via Vittorio Emanuele bildet. Dabei verlor der Kirchenbau seine Apsis und wurde dem Straßenverlauf angepasst, so dass sie heute ein stumpfwinkliges Erscheinungsbild abgibt.

## Fassade
Die schlicht gehaltene Hauptfassade wird mittels flacher Pilaster gegliedert, die durch ein dominantes Gebälk unterbrochen werden. Darüber befinden sich drei Fenster, die durch ein niedriges Gitter den Charakter eines Balkons vermitteln. Dadurch, dass ein Giebel fehlt und die Fenster nicht verdacht sind, wirkt der Kirchenbau eher wie ein Wohngebäude. Lediglich das dreieckige Tympanon über dem Eingangsportal mit einem Relief „Madonna der Seefahrer“ (Madonna, Kind, Putten und zwei Segelschiffe) gibt dem Bau einen sakralen Bezug. Auch die Seitenfassade, deren Portal von 1559 und der unauffällige Glockenturm Giacomo Gaggini zugeschrieben werden, ist nahezu schmucklos.

## Kircheninneres
Zwei Säulenreihen aus Marmor teilen das Kircheninnere in drei Schiffe. Sechs dieser Säulen mit Basis und Kapitellen schuf Fedele Casella (1536). Die Seitenkapelle vermitteln noch einen spätgotischen Baustil. Der Sternenhimmel im Gewölbe wurde von Antonio Scaglione gemalt. Von der Ausstattung ist besonders das Triptychon „Madonna, Kind und Heilige“ mit einer Predella „Letztes Abendmahl“ von einem unbekannten Künstler des 16. Jahrhunderts hervorzuheben.
Daneben gibt es mehrere Tafelbilder, darunter eine „Verkündigung“ die der aus Cremona stammende Paolo Fondulo gegen 1590 malte.